# Orthodera
Orthoderinae (лат.) — подсемейство насекомых семейства настоящих богомолов (Mantidae). Обитают в Австралии и Юго-Восточной Азии, причем один вид (Orthodera novaezealandiae) считается единственным местным видом богомолов Новой Зеландии.

## Виды
Род включает следующие виды:
- Orthodera australiana Giglio-Tos, 1917 Австралия, Новая Зеландия?[4]
- Orthodera burmeisteri Wood-Mason, 1889 Австралия, Новая Зеландия?, Новая Гвинея, Микронезия
- Orthodera gracilis Giglio-Tos, 1917 Австралия
- Orthodera gunnii Le Guillou, 1841 Австралия, Тасмания
- Orthodera insularis Beier, 1952 Сумба (Индонезия)
- Orthodera ministralis Fabricius, 1775 Австралия, Новая Зеландия, Гавайи
- Orthodera novaezealandiae Colenso, 1882 Новая Зеландия
- Orthodera rubrocoxata Serville, 1839 Новая Зеландия
- Orthodera timorensis Werner, 1933 Тимор